# Нагорний (Бійський міський округ)
Наго́рний (рос. Нагорный) — селище у складі Бійського міського округу Алтайського краю, Росія.
2003 року смт Нагорний був ліквідований та включений у склад міста Бійськ. 2009 відновлений із сільським статусом.

## Населення
Населення — 7542 особи (2010; 6358 у 2002).